# حصار مالطا (1798-1800)
دام حصار مالطا، المعروف كذلك باسم حصار فاليتا أو الحصار الفرنسي، مدة عامين وهو حصار بحري ضد الحامية الفرنسية في فاليتا والمدن الثلاث، والتي كانت أكبر المستوطنات والميناء الرئيسي في جزيرة مالطا على البحر الأبيض المتوسط، بين عامي 1798 و1800. فرضت قوة استكشافية فرنسية سيطرتها على مالطا خلال حملة البحر المتوسط في عام 1798، وضمت حاميتها 3000 جندي بقيادة كلاود هنري بلغراند دي فوبويس. تمكن البريطانيون من بدء حصار مالطا بعد أن دمرت البحرية الملكية البريطانية أسطول البحر الأبيض المتوسط الفرنسي في معركة النيل في 1 أغسطس 1798، فضلًا عن التمرد الذي قام به السكان المالطيين الأصليين ضد الحكم الفرنسي. بعد انسحاب الحامية الفرنسية إلى فاليتا، واجهت نقصًا حادًا في الغذاء، وتفاقم ذلك جراء الحصار البريطاني. تمكن الفرنسيون من الحصول على القليل من الإمدادات في مطلع عام 1799، وعلى الرغم من ذلك، لم يكن هناك المزيد من حركة المرور حتى أوائل عام 1800، وكان للجوع والمرض آنذاك تأثير كارثي على صحة القوات الفرنسية ومعنوياتها وقدراتها القتالية.
في فبراير 1800، بذلت قافلة كبيرة بقيادة الأدميرال جان بابتيست بيري من تولون جهدًا كبيرًا لإعادة إمداد الحامية. اعترض اسطول الحصار بقيادة الأدميرال اللورد نيلسون القافلة أمام ناظري القوات الجائعة في مالطا. قُتل بيري وأُلقي القبض على سفينته الرئيسية في معركة قافلة مالطا التي تلت ذلك عام 1800، ولم تصل أي إمدادات إلى مالطا. في الشهر التالي، أبحرت سفينة غيلوم تيل الخطية من فاليتا إلى تولون، محملة بالجنود، ولكنها اعتُرضت كذلك وأُرغمت على الاستسلام لأسطول بريطاني أكبر عقب معركة شاقة. أصبح الوضع الفرنسي في فاليتا لا يُطاق جراء هذه الهزائم، وأصبح الاستسلام أمرًا لا مفر منه. على الرغم من أن فوبويس صمد لمدة خمسة أشهر أخرى، استسلم في نهاية المطاف في 4 سبتمبر واستولت بريطانيا على مالطا.

## خلفية

### الغزو الفرنسي لمالطا
في 19 مايو 1798، أبحر أسطول فرنسي من تولون برفقة قوة استكشافية بلغ قوامها أكثر من 30,000 رجل بقيادة الجنرال نابليون بونابرت. توجهت القوة إلى مصر، وسعى بونابرت إلى توسيع النفوذ الفرنسي في آسيا وإرغام بريطانيا على إحلال السلام في الحروب الثورية الفرنسية، التي بدأت في عام 1792. أبحرت القافلة باتجاه الجنوب الشرقي وجمعت ناقلات إضافية من الموانئ الإيطالية ووصلت فاليتا في تمام الساعة الخامسة والنصف صباحًا من يوم 9 يونيو، كانت فاليتا آنذاك مدينة ساحلية شديدة التحصين في جزيرة مالطا. خضعت مالطا والجزر المجاورة لها آنذاك إلى حكم فرسان الإسبارتية، وهو نظام إقطاعي قديم ذو فعالية أضعفه فقدان معظم الإيرادات خلال الثورة الفرنسية. تألف النظام من رجال من جميع أنحاء أوروبا، بما في ذلك نسبة كبيرة من الفرنسيين، الذين حكموا أغلبية السكان المالطيين في الجزر. كان رئيس الحكومة آنذاك المعلم الأكبر فرديناند فون هومبيش زو بولهايم، الذي رفض مطالب بونابرت بالسماح لجميع قافلته دخول فاليتا والاضطلاع بالإمدادات، وأصر على أن حياد مالطا يعني إمكانية دخول سفينتين فقط في الوقت ذاته.
عندما تلقى بونابرت هذا الرد، أمر أسطوله بقصف فاليتا على الفور وفي 11 يونيو قاد الجنرال لويس باراغوي ديهيلير عملية برمائية تمركز فيها آلاف من الجنود في سبعة مواقع إستراتيجية حول الجزيرة. تخلى الفرسان الفرنسيون عن النظام، وفشل البقية في شن مقاومة ذات جدوى. قاوم نحو 2,000 رجل من أفراد الميليشيا المالطية الأصلية لمدة 24 ساعة، وانسحبوا إلى فاليتا بمجرد سقوط عاصمة مالطا في يد الجنرال كلاود هنري بلغراند دي فوبويس. على الرغم من أن امتلاك فاليتا مقومات الصمود أمام حصار طويل، تفاوض بونابرت مع هومبيش حول الاستسلام، وبموجبه وافق على تسليم مالطا وجميع مواردها إلى الفرنسيين مقابل عقارات ومعاشات تقاعدية في فرنسا له ولفرسانه. أنشأ بونابرت بعد ذلك حامية فرنسية في الجزر، تاركًا 4,000 رجل بقيادة فوبويس بينما أبحر وبقية القوة الاستكشافية شرقًا إلى الإسكندرية في 19 يونيو.

### معركة النيل
لاحق أسطول بريطاني مؤلف من 14 سفينة قافلة بونابرت عبر البحر الأبيض المتوسط بقيادة الأدميرال السير هوراشيو نيلسون، الذي علم بغزو مالطا أثناء رسوه قبالة صقلية، وحاول اعتراض طريق الفرنسيين إلى مصر. تجاوزت قوة نيلسون الأسطول الفرنسي ليلة 22 يونيو في الظلام دون اكتشاف وجودهم، ووصلت الإسكندرية في 28 يونيو قبل بونابرت. اعتقد نيلسون أن هدف الفرنسيين مختلف، فغيّر طريقه في اليوم التالي واتجه شمالًا للتحقق من ساحل الأناضول ولم يتمكن من اللحاق ببونابرت عند وصوله في 30 يونيو. هبط بونابرت بجيشه وسار إلى الإسكندرية دون أن يواجه أي معارضة، واستولى على المدينة وتمركز في الداخل. أمر الأسطول بالرسو في خليج أبو قير القريب وانتظار صدور تعليمات أخرى. في 1 أغسطس، عاد نيلسون إلى الساحل المصري حيث تفاجأ بوجود الأسطول الفرنسي. تمكنت سفن نيلسون، التي شرعت بهجوم فوري، من الاستيلاء على تسع سفن فرنسية خطية وتدمير سفينتين، بما في ذلك سفينة أورينت الرئيسية دون التعرض لأضرار جسيمة. تكنت البحرية الملكية من السيطرة على البحر بفضل تدمير الأسطول الفرنسي، وسرعان ما انضمت إليها البحرية البرتغالية ونابولي والإمبراطورية الروسية والإمبراطورية العثمانية في إطار التحالف الثاني الذي جرى تنظيمه على عجل ضد فرنسا.

## الحصار

### الانتفاضة المالطية
في مالطا، سارع الفرنسيون إلى تفكيك المؤسسات الإسبارتية، بما في ذلك الكنيسة الكاثوليكية الرومانية. نُهبت ممتلكات الكنيسة وجرى الاستيلاء عليها لدفع تكاليف الرحلة المتوجهة إلى مصر، ما أثار غضبًا عارمًا بين السكان المالطيين المتدينين. في 2 سبتمبر 1798، تمخض عن هذا الغضب انتفاضة شعبية اندلعت أثناء إقامة مزاد على ممتلكات الكنيسة، وفي غضون أيام دفع آلاف المالطيين الحامية الفرنسية إلى فاليتا. كانت فاليتا محاطة بنحو 10,000 جندي مالطي غير نظامي بقيادة إيمانويل فيتالي وكانون فرانشيسكو سافيريو كاروانا. تسلح المالطيون بـ 23 مدفعًا وأسطول صغير من الزوارق الحربية الساحلية. على الرغم من المناوشات التي جرت بين الحامية والمالطيين بين الفينة والأخرى، كانت القلعة أقوى من أن يعتدي المالطيون عليها.
في منتصف سبتمبر، وصل أسطول من السفن البرتغالية إلى الجزيرة. تألف الأسطول من سفينة الأمير الملكي (90 مدفعا بقيادة الكابتن بويسيغور) وسفينة ملكة البرتغال (74 مدفعًا بقيادة الكابتن توماس ستون)، وسفينة سان سيباستيان (74 مدفعًا بقيادة الكابتن ميتشيل)، وسفينة أفونسو دي البوكيرك (74 مدفعًا بقيادة الكابتن دونالد كامبل)، وسفينة العميد هوك (24 مدفعًا بقيادة الكابتن دنكان). تولى دومينغوس كزافييه دي ليما، مركيز نيزا، قيادة الأسطول. فضلًا عن ذلك، عُزز الأسطول بضم سفينة ليون البريطانية له (بقيادة الكابتن مانلي ديكسون) وسفينة الحرق إتش إم إس (بقيادة الكابتن جورج بيكر). أرسلت الحكومة البرتغالية هذه القوة من نهر تاجه لتعزيز أسطول نيلسون. بعد رسو الأسطول فترة قصيرة قبالة مالطا، واصل طريقه إلى الإسكندرية. هناك، أعاد نيلسون الأسطول إلى حصار مالطا.
في أواخر سبتمبر، ظهرت قافلة بريطانية تتألف من 13 سفينة محطمة بقيادة القبطان السير جيمس سوماريز خارج الجزيرة. كانت السفن الناجية من معركة النيل في أمس الحاجة إلى الترميم ولم تتمكن من تقديم المساعدة المباشرة أثناء الحصار. مع ذلك، التقى سوماريز بممثلي مالطا، وفي 25 سبتمبر، أرسل عرض هدنة إلى فوبويس بالنيابة عنهم. أجاب فوبويس: «ربما نسيت أن الفرنسيين يحكمون هذا المكان. مصير السكان ليس من شأنك. فيما يتعلق بإنذارك، عليك أن تعلم أن الجنود الفرنسيين غير معتادين على مثل هذه النبرة». لم يتمكن سوماريز من إقناع الفرنسيين بالاستسلام، وعوضًا عن ذلك، زود القوات المالطية بـ1200 بندقية لمواصلة الحصار، وأبحر إلى جبل طارق في نهاية الشهر لعدم تمكنه من تأجيل عمليات الترميم وقتًا أكثر.